# Michael Strogoff (film 1910)
Michael Strogoff  è un cortometraggio muto del 1910 diretto da J. Searle Dawley. Il film uscì il 1º aprile 1910. È la seconda trasposizione cinematografica del romanzo di Jules Verne dopo una versione della Essanay del 1908.

## Trama
In Russia, il cavaliere Michael Strogoff viene incaricato dallo zar di consegnare un importante messaggio a suo fratello per prevenire l'invasione del popolo dei tartari. Durante il viaggio s'innamorerà di una ragazza e incontrerà in prima persona Ivan, il capo dei ribelli.

## Produzione
Il film fu prodotto dalla Edison Manufacturing Company.

## Distribuzione
Distribuito dalla Edison Manufacturing Company, il film - un cortometraggio in un rullo - uscì nelle sale cinematografiche statunitensi il 1º aprile 1910.